# One More Train to Rob
 One More Train to Rob és una pel·lícula estatunidenca dirigida per Andrew V. McLaglen estrenada el 1971, protagonitzada per George Peppard i Diana Muldaur.

## Argument
Califòrnia, finals del segle XIX: un tren és atacat per dels malfactors que aconsegueixen apoderar-se de diversos milers de dòlars. Quan ve el moment de repartir el botí, Timothy X Nolan prepara una trampa esperant el seu còmplice Harker Fleet que es troba a la presó. Dos anys després, Fleet és alliberat i ha de desbaratar el xantatge que Nolan fa sobre una comunitat xinesa per exigir-li rescat després d'haver pres com a ostatge el seu patriarca Mestre Chang.

## Repartiment
- George Peppard: Harker Fleet
- Diana Muldaur: Katy
- John Vernon: Timothy « X » Nolan
- France Nuyen: Ah Toy
- Steve Sandor: Jim Gant
- Richard Loo: Chang
- Soon-Taik Oh: Yung
- C. K. Yang: Wong
- John Doucette: el xèrif Monte
- Robert Donner: el xèrif Adams